# Cratere Burbidge
Burbidge è un cratere lunare di 21 km situato nella parte sud-orientale della faccia visibile della Luna.